# Smotrîkî, Pîreatîn
Smotrîkî (în ucraineană Смотрики) este o comună în raionul Pîreatîn, regiunea Poltava, Ucraina, formată numai din satul de reședință.

## Demografie
Componența lingvistică a comunei Smotrîkî
     Ucraineană (98,95%)
     Alte limbi (0,94%)
Conform recensământului din 2001, majoritatea populației comunei Smotrîkî era vorbitoare de ucraineană (98,95%), existând în minoritate și vorbitori de alte limbi.